# Arlington (Nebraska)
Arlington je selo u američkoj saveznoj državi Nebraska. Prema popisu stanovništva iz 2010. u njemu je živjelo 1,243 stanovnika.